# Yiliang (Kunming)

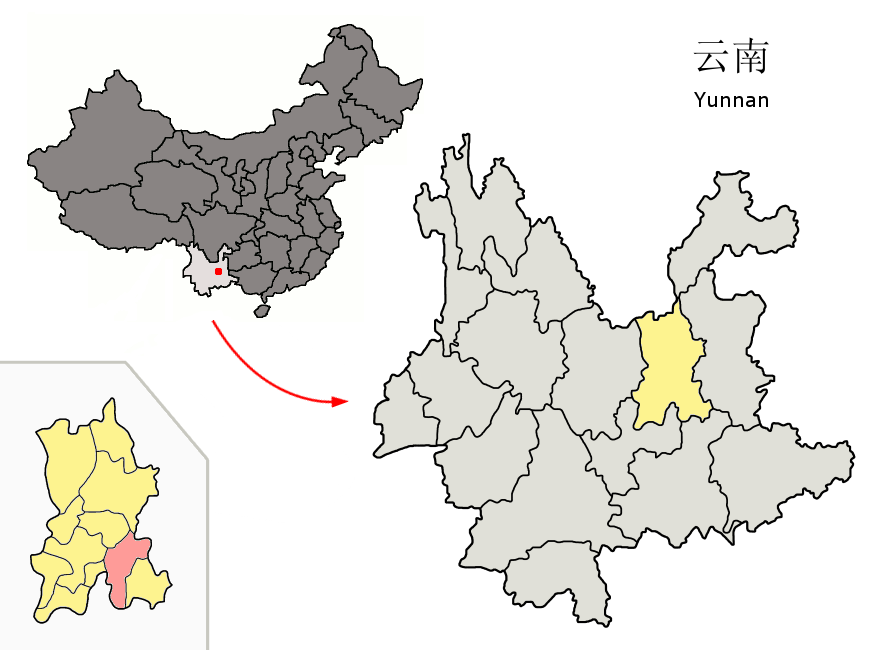
Lage des Kreises Yiliang (rosa) in der bezirksfreien Stadt Kunming (gelb)

Der Kreis Yiliang (宜良县,  Yíliáng Xiàn) ist ein Kreis im Zentrum der bezirksfreien Stadt Kunming, der Hauptstadt der Provinz Yunnan in der Volksrepublik China. Er hat eine Fläche von 1.912 km² und zählt 384.875 Einwohner (Stand: Zensus 2020). Sein Hauptort ist das Straßenviertel Kuangyuan (匡远街道).

## Administrative Gliederung
Auf Gemeindeebene setzt sich der Kreis aus fünf Großgemeinden und vier Gemeinden (davon zwei Nationalitätengemeinden) zusammen. Diese sind:
- Großgemeinde Kuangyuan 匡远镇
- Großgemeinde Beigu 北古城镇
- Großgemeinde Nanyang 南羊镇
- Großgemeinde Goujie 狗街镇
- Großgemeinde Tangchi 汤池镇

- Gemeinde Zhushan 竹山乡
- Gemeinde Majie 马街乡
- Gemeinde Gengjiaying der Yi und Miao 耿家营彝族苗族乡
- Gemeinde Jiuxiang der Yi und Hui 九乡彝族回族乡